# Badeöl
Badeöl ist ein kosmetisches Pflegemittel für trockene Haut. Es werden dabei herkömmliche Badeöle und Spreitbäder unterschieden.

## Anwendung
Badeöle werden bei sehr trockener Haut empfohlen. Das Badeöl wird dem warmen Badewasser zugesetzt. Badeöle schäumen nicht. Nach dem Baden sollte die Haut nur vorsichtig abgetupft werden, damit das Öl einziehen kann.
Grundsätzlich sollten Ölbäder maximal einmal in der Woche angewendet werden.

Allgemeine chemische Struktur von Ölen, wie Erdnussöl. Darin sind R^{1}, R^{2} und R^{3} Alkylreste (ca. 10 bis 15 %) oder Alkenylreste (ca. 85 bis 90 %) mit einer meist ungeraden Anzahl von Kohlenstoffatomen. Erdnussöl ist wie andere Öle ein Gemisch von Triestern des Glycerins.

## Inhaltsstoffe
Badeöl ist eine Zusammensetzung aus verschiedenen Ölen. Dazu zählen Pflanzenöle wie z. B. Weizenkeimöl, Erdnussöl etc. oder auch mineralische Öle. Damit sich die Öle im Wasser verteilen können, sind oft Emulgatoren wie Mulsifan oder Polysorbate im Badeöl enthalten. Außerdem können Duftstoffe enthalten sein.
Es gibt auch Badeöle ohne Emulgatoren. Diese Badeöle werden Spreitbäder genannt.

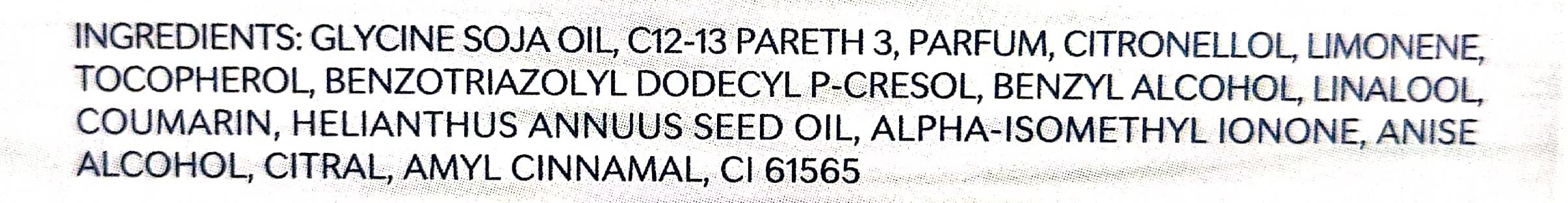
INCI-konforme Angabe der Inhaltsstoffe eines Badeöls

## Wirkungsweise
Badeöl verbleibt nach dem Bad als fettender Film auf der Haut. Dadurch wird trockene Haut gepflegt. Die geringe Reinigungskraft von Badeöl beruht auf die Emulgatoren.
Bei Spreitbädern sind keine Emulgatoren vorhanden, sodass keine Reinigungswirkung vorliegt. Bei ihrer Anwendung entsteht ein Fettfilm auf dem Badewasser, der beim Verlassen des Badewassers auf der Haut haftet. Spreitbäder dienen dem Wohlgefühl und nicht der Säuberung.